# Spalthefen
Die Spalthefen (Schizosaccharomyces) sind eine systematisch recht isoliert stehende Gattung der Schlauchpilze, die alleine die Klasse Schizosaccharomycetes bildet. Die Arten leben als Saprobionten in zuckerhaltigen Exsudaten von Pflanzen.

## Merkmale
Ein Myzel wird nicht gebildet oder ist nur schwach entwickelt. Es wird kein Askokarp ausgebildet, auch kein Gewebe zwischen den Asci. Die vegetativen Zellen sind zylindrisch, und vermehren sich durch einfache Zellteilung, wobei zwei gleichartige Tochterzellen entstehen. Von dieser Art der Zellteilung stammt auch der Name „Spalthefen“, da die anderen Hefen (Saccharomycetes) sich durch Knospung vermehren.
Die geschlechtliche Fortpflanzung beginnt mit der Verschmelzung zweier vegetativer Zellen zu einem Ascus. Es folgen Karyogamie und Meiose. Die dabei entstehenden vier Zellkerne können sich ein weiteres Mal teilen, sodass am Ende vier oder acht Ascosporen vorliegen.
Nach der Plasmogamie können sich die Spalthefen jedoch auch als dikaryotische Zellen vermehren.

## Systematik
Die Gattung bildet eine eigene Klasse innerhalb der Taphrinomycotina.
Es gibt mindestens zwei Dutzend Arten: Eine Auswahl:
- Schizosaccharomyces japonicus
- Schizosaccharomyces kambucha
- Schizosaccharomyces octosporus
- Schizosaccharomyces pombe